# هیثم بلعایش
هیثم بلعایش (عربی: هيثم بلعايش؛ زادهٔ ۱۰ ژوئن ۱۹۸۹) کشتی‌گیر اهل تونس است.
وی در وزن ۶۶ کیلوگرم کشتی آزاد بازی‌های المپیک تابستانی ۲۰۱۲ شرکت کرده است.